# Pexopsis rasa
Pexopsis rasa là một loài ruồi trong họ Tachinidae.